# Black Canyon

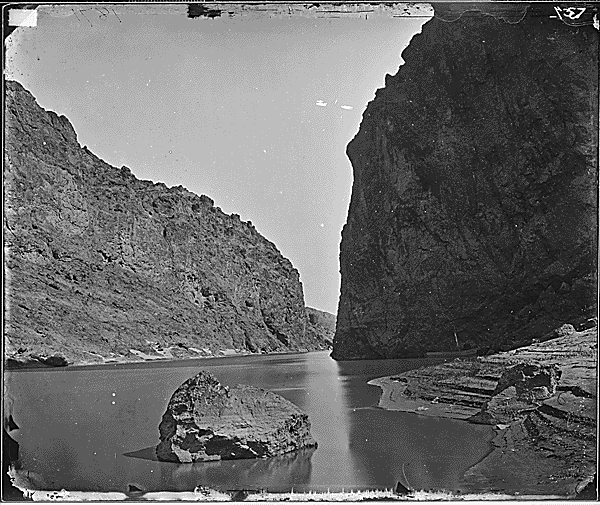
Immagine del Black Canyon scattata nel 1871

Il Black Canyon è un tratto di canyon scavato dal fiume Colorado situato lungo il confine tra gli Stati del Nevada e dell'Arizona negli Stati Uniti d'America. Il canyon divenne in seguito noto in quanto ivi fu costruita la Diga di Hoover. Il canyon e delimitato ad occidente dalle El Dorado Mountains, e ad oriente dalle Black Mountains. Il canyon si formò all'incirca 15 milioni di anni fa durante il Miocene, e prende il nome dalle scure rocce di origini vulcaniche che lo caratterizzano.
A sud della Diga di Hoover, sul lato del Nevada del canyon, si trova la Grotta Sauna. Questa grotta è stata scavata da minatori che lavoravano alla Diga di Hoover mentre era in costruzione. È una grotta profonda con cristalli di carbonato di calcio sulle pareti. Alla fine della grotta c'è una sorgente termale, che fa raggiungere alla grotta temperature di 49 °C.
Un prominente canyon che si divide da questo canyon a sud della Diga di Hoover è il Canyon Boy Scout. Il Canyon Boy Scout ha acqua che scorre attraverso di esso, riscaldata da una fonte geotermica.
Sul lato dell'Arizona del fiume, ci sono diverse grandi sorgenti termali che possono essere trovate seguendo un sentiero a nord da una baia più grande circa 6,4-8 km a sud della Diga di Hoover.